# Джозеф Нідем
Ноель Джозеф Теренс Монтгомері Нідем (варіант Нідхем; англ. Noel Joseph Terence Montgomery Needham, кит. 李约瑟, пін. Lǐ Yuēsè; 9 грудня 1900 — 24 березня 1995) — британський вчений широкого профілю: біохімік та ембріолог, синолог, найвідоміший завдякидослідженням традиційної китайської цивілізації та науки. Член Королівського товариства і Британської академії наук, удостоєний членства в Ордені кавалерів пошани. Професор і почесний член безлічі університетів світу, почесний радник ЮНЕСКО, іноземний член Академії наук Китаю, Королівської Данської академії та ін.

## Біографія
Народився в Лондоні в шотландській сім'ї: батько був лікарем, мати — вчителькою музики, тому Джозеф змалку захоплювався творчістю. Закінчив Кембріджський університет, де в 1921 році здобув ступінь бакалавра. У 1925 р. здобув ступінь магістра, а в жовтні того ж року — доктора наук. З 1924 року працював в лабораторії сера Фредеріка Хопкінса (1861—1947) у Кембриджі, спеціалізуючись по ембріології і морфогенезі.
У 1936 р. під керівництвом Нідема почали працювати троє китайських вчених: Лу Гуйчжень (魯桂珍, 1904—1991), Ван Інлай (王應睞) і Чень Шічжан (沈詩章). Спілкуючись і працюючи з ними, Нідем захопився китайською культурою, а Лу Гуйчжень, дочка відомого в Китаї фармаколога, навчила його класичної китайської літературної мови веньянь.
У 1942 р. Джозеф Нідем був направлений Королівським товариством в тодішню столицю Китаю — Чунцін, де він очолив Sino-British Science Co-operation Office. З китайської сторони цю організацію представляв історик Ван Лін (王玲), який допоміг зміцнити інтерес Нідема до наукових досягнень Стародавнього Китаю.
У 1945 р. виходить друком перша праця Нідема на цю тематику: Chinese Science. Одночасно він працює з китайськими вченими-гуманітаріями, зокрема, художником і мистецтвознавцем У Цзоженем (吴作人, 1908—1997), з яким відвідав Дуньхуан.
У 1946 р. Нідем став першим главою відділення природничих наук ЮНЕСКО, наполягаючи на включенні природничо-наукового напряму в хартію цієї організації. У 1948 р. повернувся до Кембриджського університету. У 1954 р. було розпочато видання серії монографій Science and Civilisation in China (закінчена в 1990 р.). Перші два томи були опубліковані у співавторстві з Ван Ліном. До 1966 р. Джозеф Нідем викладав біохімію в університеті.
Активно брав участь у громадській діяльності: в 1952—1953 рр. був інспектором ООН в Північній Кореї (під час Корейської війни), пізніше підтримував уряд КНР в боротьбі проти поширення біологічної зброї, підтримував ідею соціалізму.
У 1965 р. спільно з дипломатом Д. Браяном (1910—2003) заснував Society for Anglo-Chinese Understanding, яке в роки «Культурної революції» було єдиним у Великій Британії каналом достовірної інформації про Китай і допомагало британським підданим відвідати цю країну.
У 1966 р. Нідем зайняв пост президента Gonville and Caius College в Кембриджі (до 1976 р.). З 1976 р. — директор Бібліотеки історії науки.
З 1982 р. страждав хворобою Паркінсона, внаслідок якої помер у віці 94 років.

## Теоретичні погляди
Дж. Нідем — основоположник вивчення китайської науки. Виходив з тези про універсальність науки та її безперервного прогресу. Характеризував стару китайську науку як «протонауку». Пізніше вважав рівень китайської науки до XVII в. вищим, ніж європейська.
Китайські наукові дисципліни поділяв на «ортодоксальні» (астрономія, математика, фізика, визнані владою) та «неортодоксальні» (даоська алхімія). Медицина, в його розумінні, займала проміжне становище.
Нідем за віросповіданням був католиком, але разом з тим проголошував прихильність до історичного матеріалізму. У вивченні історії науки ставив її розвиток в пряму залежність від соціально-економічних умов.

### «Проблема Нідема»
Під «проблемою Нідема» розуміється визначення причин наукового відставання Китаю від Європи в період розвитку капіталізму. Наукова революція на Заході, на думку Нідема, породжувалася переходом від феодалізму до капіталізму. У 1970-тих роках, під впливом Натана Сивина, Нідем кілька переглянув свої колишні погляди, і визнав китайську науку особливою теоретичною системою й виявив, що в основі китайської філософської та наукової думки лежить організмічний натуралізм, що виходить із взаємозв'язку всіх явищ у світі. Джерело продуктивної для науки методології вбачав в даосизмі.
У 1950-тих роках західні вчені критикували Нідема за надмірне, на їхню думку, перебільшення китайських технологічних досягнень. У 1970-тих роках через неприховану симпатію до правлячих на той час режимів КНР і КНДР Нідем був включений урядом США до «чорного списку» (персони, присутність яких на території США небажана). Теоретичні роботи Нідема значно вплинули на творчість російського синолога А. І. Кобзєва.

## Цікаві факти
- Нідем був двічі одружений: першою дружиною була біохімік Дороті Мойл (Dorothy Mary Moyle, 1896—1987). Через два роки після її смерті він одружився зі своєю постійною асистенткою і перекладачкою з китайської мови — Лу Гуйчжень. Вона померла в 1991 р..
- Роберт ван Гюлік стверджував, що саме роздуми Нідема про даоську алхімію спонукали його до написання книги «Сексуальне життя в Стародавньому Китаї».

## Нагороди
- 1961 р. — George Sarton Medal Товариства історії науки.
- 1984 р. — JD Bernal Award, яку присуджує Society for Social Studies of Science.
- 1990 р. — Азійська премія культури Фукуока.

У 1985 р. був урочисто відкритий Дослідницький інститут ім. Нідема (Needham Research Institute) в Кембриджі. Він базується в коледжі Робінсона, займаючись дослідженнями науки, технології та медицини Далекого Сходу.
У 2008 р. кафедра китайської мови Кембриджського університету була названа ім'ям Нідема.

## Вибрані праці Дж. Нідема
- Science, Religion and Reality (1925)
- Chemical Embryology (1931)
- The Great Amphibium; four lectures on the position of religion in a world dominated by science (1931)
- A History of Embryology (1934, 1959)
- Perspectives in Biochemistry; thirty-one essays presented to Sir Frederick Gowland Hopkins by past and present members of his laboratory (1937)
- History Is On Our Side (1947)
- Science Outpost; papers of the Sino-British science co-operation office (British council scientific office in China) 1942—1946 (1948)
- Science and Civilisation in China (1954). In 14 volumes 1954—1990.
- Science and Civilization in China, by Joseph Needham, with the research assistance [and collaboration] of Wang Ling (1954-59) 2 Volumes
- A History of Embryology (1959)
- The Grand Titration: science and society in East and West (1969)
- Within the Four Seas: the dialogue of east and west (1969)
- Clerks and Craftsmen in China and the West: lectures and addresses on the history of science and technology (1970)
- Chinese Science; explorations of an ancient tradition (1973)
- Moulds of Understanding: a pattern of natural philosophy (1976)
- The Shorter Science and Civilisation in China, volume 1: an abridgement of Joseph Needham's original text (1978)
- The Shorter Science and Civilisation in China, volume 2: an abridgement of Joseph Needham's original text (1978)
- The Shorter Science and Civilisation in China, volume 3: an abridgement of Joseph Needham's original text (1978)
- Science in Traditional China (1982)
- Science in Traditional China: a comparative perspective (1982)
- The Genius of China (1986)
- Heavenly Clockwork: the great astronomical clocks of medieval China (1986)
- The Hall of Heavenly Records: Korean astronomical instruments and clocks, 1380—1780 (1986)

### Переклади російською мовою
- Історія ембріології. / Пер. з англ. А. В. Юдіної. Передм. В. П. Карпова. М., 1947. — 342 с.
- Суспільство і наука на Сході і на Заході // Наука про науку. М., 1966
- Геомантія (Феншуй) // Китайська геомантія. СПб., 1998..
- Фундаментальні основи традиційної китайської науки // Китайська геомантія. СПб., 1998..

### Англійською мовою
- Joseph Needham and the rise of the West [Архівовано 18 березня 2019 у Wayback Machine.]
- Needham Research Institute [Архівовано 25 травня 2016 у Wayback Machine.] (NRI)
- Science and Civilisation in China [Архівовано 29 квітня 2009 у Wayback Machine.]
- Asian Philosophy and Critical Thinking [Архівовано 4 жовтня 2003 у Wayback Machine.] Divergence or Convergence?
- Needham 's History and Science in China (just ignore the photo at the top of the page)
- Guide to manuscripts by British scientists: N, O.
- BBC Radio4 'In Our Time' [Архівовано 6 січня 2020 у Wayback Machine.] audio stream on the Needham Question.
- Works by Joseph Needham at Internet Archive
- Question marks: Chinese invention [Архівовано 5 травня 2009 у Wayback Machine.] — The Economist, Jun 5th 2008, review of Needham biography by Simon Winchester

### Китайською мовою
- Xinhua: Today's NRI [Архівовано 18 лютого 2004 у Wayback Machine.]
- Papers in Chinese 1991—2004 on Needham and his Grand Question
- Needham and his early knowledge on Chinese culture
- Brief introduction of the exhibition in Taipei on «Needham and Chinese science during the Second Sino-Japanese War»
- Brief biography
- Tidbits on Needham's daily activities